# Canistrum lanigerum
Canistrum lanigerum är en gräsväxtart som beskrevs av Hans Edmund Luther och Elton Martinez Carvalho Leme. Canistrum lanigerum ingår i släktet Canistrum och familjen Bromeliaceae. Inga underarter finns listade i Catalogue of Life.